# Il sole a mezzanotte
Il sole a mezzanotte (White Nights) è un film del 1985 diretto da Taylor Hackford.
Ai premi Oscar 1986 il brano della colonna sonora Say You, Say Me, musica e testo di Lionel Richie, fu premiata come miglior canzone.

## Trama
Nikolai Rodchenko, un ballerino russo fuggito negli Stati Uniti d'America si ritrova, a causa di un incidente aereo, ad atterrare in Unione Sovietica. Ora che è tornato, gli uomini del KGB cercheranno di trattenerlo ad ogni costo e con ogni mezzo. Tentare la fuga per la seconda volta significa rischiare la vita. Ma forse c'è qualcuno che potrebbe aiutarlo.

## Colonna sonora
Il brano più celebre della colonna sonora è la canzone di Lionel Richie Say You Say Me, non inclusa nella colonna sonora originale del film della Atlantic, ma pubblicata invece nell'album Dancing on the Ceiling di Lionel Richie. Altro brano di rilievo della colonna sonora originale è la romantica ballata Separate Lives, un duetto tra Phil Collins e Marilyn Martitin. Entrambe le canzoni furono pubblicate come singoli ed entrambe raggiunsero la vetta delle classifiche negli Stati Uniti.

## Riconoscimenti
- 1986 - Premi Oscar
  - Migliore canzone
- 1986 - Golden Globe
  - Migliore canzone